# Elezioni statali nella Zona di occupazione sovietica del 1946

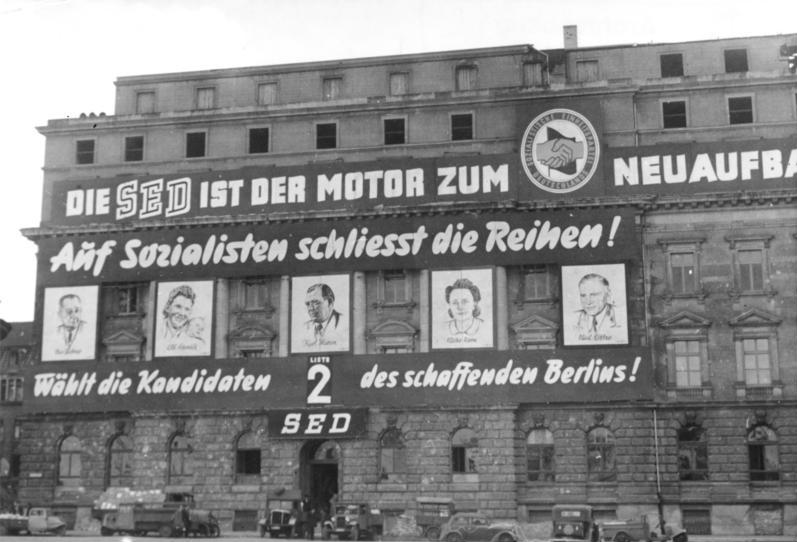
Propaganda elettorale della SED

Le elezioni statali nella Zona di occupazione sovietica della Germania del 1946 si tennero il 20 ottobre 1946 per la ricostituzione dei parlamenti dei Länder di quella porzione della Germania (Brandeburgo, Meclemburgo-Pomerania Anteriore, Sassonia, Sassonia-Anhalt, Turingia).
In quell'area della Germania, sono state, dopo quelle federali del 1933, le uniche elezioni libere fino alle elezioni parlamentari svoltesi nel 1990. Infatti, dalla fondazione della Repubblica Democratica Tedesca nel 1949, il sistema di voto fu monopolizzato dal  Blocco nazionale guidato dal Partito Socialista Unificato di Germania (SED).
Furono già caratterizzate dalla presenza preponderante del SED, nato all'inizio dell'anno dalla fusione fra il Partito Comunista di Germania e Partito Socialdemocratico di Germania nella sola zona sovietica. La SED, che ottenne una chiarissima affermazione elettorale, tuttavia non arrivò alla maggioranza assoluta in nessuno dei cinque Länder chiamati alle urne.
Parteciparono inoltre alla competizione anche i liberali ed i democristiani, ottenendo entrambi un buon risultato elettorale.
I confini dei Länder non coincidevano esattamente con quelli dell'epoca della Repubblica di Weimar: infatti, furono considerati come Länder a sé le vecchie Province prussiane e furono fatte altre modifiche confinarie.

## Risultati elettorali
|                   |                | Meclemburgo | Brandeburgo | Sassonia- Anhalt | Sassonia  | Turingia  | TOTALE     |
| ----------------- | -------------- | ----------- | ----------- | ---------------- | --------- | --------- | ---------- |
| Aventi diritto    | Aventi diritto | 1.308.727   | 1.655.980   | 2.700.633        | 3.803.416 | 1.986.081 | 11.454.837 |
| Votanti           | Votanti        | 1.178.211   | 1.515.987   | 2.473.184        | 3.518.108 | 1.737.786 | 10.423.276 |
| Votanti           | Votanti        | 90,0%       | 91,5%       | 91,6%            | 92,5%     | 87,5%     | 91,0%      |
| Voti validi       | Voti validi    | 64.463      | 69.168      | 142.673          | 227.113   | 75.927    | 579.344    |
| SED               | Voti           | 551.594     | 634.787     | 1.068.703        | 1.616.068 | 818.967   | 4.690.119  |
| SED               | Percentuale    | 49,5%       | 43,9%       | 45,8%            | 49,1%     | 49,3%     | 47,5%      |
| SED               | Seggi          | 45          | 44          | 51               | 59        | 50        | 249        |
| LDPD              | Voti           | 138.662     | 298.607     | 696.669          | 813.224   | 472.959   | 2.420.121  |
| LDPD              | Percentuale    | 12,5%       | 20,6%       | 29,9%            | 24,7%     | 28,5%     | 24,6%      |
| LDPD              | Seggi          | 11          | 20          | 32               | 30        | 28        | 121        |
| CDU               | Voti           | 379.829     | 442.634     | 507.765          | 766.859   | 314.742   | 2.411.829  |
| CDU               | Percentuale    | 34,1%       | 30,6%       | 21,8%            | 23,3%     | 18,9%     | 24,5%      |
| CDU               | Seggi          | 31          | 31          | 24               | 28        | 19        | 133        |
| VdgB              | Voti           | 43.663      | 70.791      | 57.374           | 57.356    | 55.191    | 284.375    |
| VdgB              | Percentuale    | 3,9%        | 4,9%        | 2,5%             | 1,7%      | 3,3%      | 2,9%       |
| VdgB              | Seggi          | 3           | 5           | 2                | 2         | 3         | 15         |
| Liste donne       | Voti           | -           | -           | -                | 18.340    | -         | 18.340     |
| Liste donne       | Percentuale    | -           | -           | -                | 0,6%      | -         | 0,2%       |
| Liste donne       | Seggi          | -           | -           | -                | 0         | -         | 0          |
| Sindacato cultura | Voti           | -           | -           | -                | 19.149    | -         | 19.149     |
| Sindacato cultura | Percentuale    | -           | -           | -                | 0,6%      | -         | 0,2%       |
| Sindacato cultura | Seggi          | -           | -           | -                | 1         | -         | 1          |

## Le modifiche ai confini dei Länder
Nella zona d'occupazione sovietica le antiche Province prussiane vennero, in un primo momento, mantenute come Province (il Brandeburgo e la Sassonia, cui fu aggiunto il vecchio Stato di Anhalt ma sottratta la parte contigua alla Turingia). Dopo la decisione inter-alleata del 25 febbraio 1947 con cui lo Stato prussiano fu formalmente sciolto, anche le sue Province superstiti (Brandeburgo e Sassonia) furono elevate in nuovi Länder.
- Brandenburgo: a partire dalla Provincia del Brandeburgo, eccettuato il Neumark ormai passato alla Polonia;
- Sassonia-Anhalt: fu istituita come una Provincia prussiana nel 1945, dai territori dell'antica Provincia della Sassonia (eccetto il Regierungsbezirk di Erfurt), con lo Stato libero di Anhalt, lo Stato libero di Brunswick (solo Calvörde e la parte orientale dell'antico distretto di Blankenburg) e la città turingia di Allstedt. Quando la Prussia fu abolita nel 1947, la Provincia diventò Stato della Sassonia-Anhalt;
- Meclemburgo-Pomerania Anteriore: a partire dalla porzione superstite della Provincia di Pomerania che fu unita al preesistente Land Meclemburgo.

Gli stati della Sassonia e della Turingia erano già esistenti in quanto tali sotto la Repubblica di Weimar.